# NGC 3938
NGC 3938 este o galaxie spirală situată în constelația Ursa Mare. A fost descoperită în 6 februarie 1788 de către William Herschel. Se află la o distanță de 14,5 megaparseci de Pământ.